# وودلندس ست ماري (باركشير)
وودلندس ست ماري (بالإنجليزية: Woodlands St Mary)‏ هي قرية تقع في المملكة المتحدة في جنوب شرق إنجلترا.